# Гийом Брюн
Гийом Мари Ан Брюн (на френски: Guillaume Marie-Anne Brune), Първи граф Брюн (13 март 1763 – 2 август 1815 г.) е френски военен и политически деец от епохата на Наполеоновите войни, издигнал се до маршал на Франция.

## Биография
Син на адвокат, Гийом е роден в Брив ла Гаярд, департамент Корез. Установява се в Париж преди революцията, учи право и става политически журналист. След началото на революцията се присъединява към корделиерите, където се сприятелява с Жорж Дантон. През 1793 г. е назначен за бригаден генерал и взима участие в сраженията по улиците на Париж срещу роялисткия метеж от 13 вандемиер (5 октомври 1795 г.).
През 1796 г. се сражава под командването на Наполеон в Италианската кампания и е повишен в дивизионен генерал за добрата си полева служба. Брюн е начело на армията, която окупира Швейцария през 1798 г. и установява Хелветската република. На следващата година ръководи защитата на Амстердам (срещу англо-руското нападение над Холандия, водено от херцога на Йорк), която е абсолютен успех — нашествениците са победени в битката при Кастрикум и принудени, след тежко отстъпление, да се качат обратно на корабите. В периода 1799 - 1801 г. Брюн продължава отличната си служба във Вандея и на Апенинския полуостров, побеждавайки в битката при Поцоло.
През 1802 г. Наполеон изпраща Брюн в Константинопол, като посланик в Османската империя. По време на двугодишната си дипломатическа служба, генералът поставя началото на отношенията между Франция и Персия.
След коронацията си като френски император през 1804 г., Бонапарт произвежда Брюн в маршал на империята. През 1807 г. е начело на войските, сражаващи се в Северна Германия срещу Четвъртата коалиция и окупира Шведска Померания, но заклетите му републикански възгледи будят подозренията на Наполеон, и до края на империята маршалът не е повикан на служба.
Призован е отново през 1815 г., по време на Стоте дни, и като главнокомандващ на Армията на Вар, защитава Южна Франция срещу силите на Австрийската империя. Убит е от роялисти в Авиньон, по време на Белия терор във Франция, в началния период на реставрацията на Бурбоните. Тялото му е хвърлено в река Рона, но по-късно е открито и погребано в гробница с формата на пирамида, в гробището на Сен Жуст Соваж.

## Наследници
През 1788 г. Гийом Брюн се жени за Жана Никола (? – 1840 г.) и има пет деца:
- Анжелик Катрин (1791 – 1879 г.)
- Камий (? – 1842 г.)
- Жан Мадлин (1797 – 1839 г.)
- Софи Катрин (? – 1820)
- Нина (1800 – 1833 г.)